# Чхаидзе, Екатерина Христофоровна
Екатерина Христофоровна Чхаидзе (1911 год, село Мамати, Озургетский уезд, Кутаисская губерния, Российская империя — неизвестно, село Мамати, Ланчхутский район, Грузинская ССР) — колхозница колхоза имени Берия Ланчхутского района, Грузинская ССР. Герой Социалистического Труда (1951).

## Биография
Родилась в 1911 году в крестьянской семье в селе Мамати Озургетского уезда (сегодня — Ланчхутский муниципалитет). С раннего возраста трудилась в сельском хозяйстве. В послевоенное время — рядовая колхозница на чайной плантации колхоза имени Берия Ланчхутского района. За выдающиеся трудовые достижения по итогам работы в 1949 году награждена Орденом Трудового Красного Знамени.
Участвовала в колхозном социалистическом соревновании, которое инициировала чаевод-стахановка Жона Ясоновна Киладзе. В 1950 году собрала 6739 килограмма сортового зелёного чайного листа на участке площадью 0,5 гектара. Указом Президиума Верховного Совета СССР от 5 июля 1951 года удостоена звания Героя Социалистического Труда за «получение в 1950 году высоких урожаев сортового зелёного чайного листа» с вручением ордена Ленина и золотой медали «Серп и Молот» (№ 6639).
Этим же Указом званием Героя Социалистического Труда были награждены труженицы колхоза имени Берия колхозницы Шушана Монасовна Дарчия, Нора Филипповна Киладзе и Венера Виссарионовна Махарадзе.
После выхода на пенсию проживала в родном селе Мамати. Дата смерти не установлена.
Награды
- Герой Социалистического Труда
- Орден Ленина
- Орден Трудового Красного Знамени (19.07.1950)